# Karola Hattop
Karola Hattop (ur. 26 grudnia 1949 w Berlinie) – niemiecka reżyserka i scenarzystka.

## Filmografia

### Reżyser
- 1987 – Jeder träumt von einem Pferd
- 1989 – Rike
- 1994 – Die Kommissarin
- 2001 – Gniazdo kobiet
- 2007 – Zu schön für mich
- 2012 – Baśń o sześciu łabędziach
- 2014 – Królowa Śniegu

### Scenarzysta
- 1987 – Jeder träumt von einem Pferd
- 1989 – Rike